# Spirama suffumosa
Spirama suffumosa là một loài bướm đêm trong họ Erebidae.